# Bloeddonorerkenning
Het Nederlandse Rode Kruis heeft sinds 1931 zeker dertien verschillende, elkaar opvolgende of naast elkaar bestaande, onderscheidingen voor bloeddonoren gekend.

## Onderscheidingen
- De grote en kleine Karl Landsteiner-penning in brons voor één, later voor drie of vijf bloeddonaties.Van de grote penningen bestaan twee uitvoeringen.
- De Grote bronzen Karl Landsteiner-penningen van de afdeling Rotterdam van het Nederlandse Rode Kruis.Deze hadden een afwijkend model.
- De Karl Landsteiner-penning in zilver voor vijftien bloeddonaties.
- De grote Karl Landsteiner-plaquettes voor 10, 15, 20, 25, 60 en 80 bloeddonaties.
- De kleine Karl Landsteiner-plaquettes voor 10, 15, 20, 25, 60 en 80 bloeddonaties.
- De Rode Kruis-draagspeld voor 40 of 50 bloeddonaties.
- De door plaatselijke afdelingen ingestelde ronde bronzen donorspeldjes in de vorm van de Karl Landsteiner-penning voor 5, 10, 15, 20, 25, 30 of 35 bloeddonaties.
- Plastic speldjes in de vorm van een wit pelikaantje op een klein Kruis van Genève zonder getal voor de eerste bloeddonatie en met de getallen 5, 10, 15, 20, 25, 30 of 35 voor langdurige donoren.
- De Bloeddonormedaille aan een draaglint.
- De Bronzen Medaille van Verdienste van het Nederlandse Rode Kruis die een tijdlang voor honderd bloeddonaties werd toegekend.
- Het draaginsigne voor Bloeddonoren.
- De onofficiële miniaturen in brons, zilver en goud van dit draaginsigne op batons van de bloeddonormedaille
- De gouden Rode Kruis-draagspeld.